# Bahnhof Schaerbeek/Schaarbeek

Der Bahnhof Schaerbeek/Schaarbeek (französisch gare de Schaerbeek, niederländisch station Schaarbeek) ist ein Bahnhof der NMBS/SNCB in der belgischen Gemeinde Schaerbeek/Schaarbeek innerhalb der zweisprachigen Region Brüssel-Hauptstadt. Schaerbeek/Schaarbeek ist die erste Station nach Brüssel an der Bahnstrecke Brüssel–Antwerpen.

## Geschichte
Das erste Bahnhofsgebäude von Schaerbeek/Schaarbeek datierte aus dem Jahr 1864 und war nicht viel mehr als eine Holzhütte. Der ältere Teil des rot-weißen Backsteinbaus, ein kleineres Gebäude am linken Flügel, stammt von 1887 und wurde von dem Architekten Franz Seulen geplant. Er wurde 1913 im flämischen Neorenaissance-Stil erweitert. Seit 1994 steht das gesamte Gebäude unter Denkmalschutz. Seit September 2015 ist das Bahnhofsgebäude Teil des belgischen Eisenbahnmuseums Train World. Weitere Ausstellungshallen sind direkt angebunden.

## Verkehr
Der Bahnhof verfügt über 13 Bahnsteige (Bahnsteige 3 bis 15). Bis 2000 gab es eine Autoverladestation nach Frankreich und Italien, die dann nach Denderleeuw verlegt wurde. Der Bahnhof liegt auf den Strecken von Brüssel nach Lüttich, Löwen, Antwerpen, Mouscron und Halle. Züge verkehren nach Löwen, Antwerpen (Anvers), Mouscron und Braine-le-Comte. Der Vorplatz ist Bushaltestelle der Linien 58, 59 und 69 der Brüsseler Verkehrsbetriebe. Außerdem verkehrt hier die Straßenbahn der Linie 92.
Stand: Fahrplanperiode 10. Dezember 2017 bis 8. Dezember 2018
| Linie | Verlauf | Takt Mo–Fr                | Takt Sa, So                                                     |
| ----- | --- | ------------------------- | --------------------------------------------------------------- |
| S 1   | Antwerpen-Centraal – Antwerpen-Berchem – Mechelen – Schaerbeek/Schaarbeek – Brüssel-Nord – Brüssel-Central – Brüssel-Süd (– Braine-l’Alleud – Nivelles) | 30 min Antwerpen–Nivelles | Sa: 30 min Antwerpen–Nivelles So: 60 min nur Antwerpen–Brü.-Süd |
| S 2   | Leuven – Zaventem – Schaerbeek/Schaarbeek – Brüssel-Nord – Brüssel-Central – Brüssel-Süd – Braine-le-Comte                                              | 30 min                    | 60 min                                                          |
| S 6   | Schaerbeek/Schaarbeek – Brüssel-Nord – Brüssel-Central – Brüssel-Süd – Halle – Edingen – Geraardsbergen – Denderleeuw (– Aalst)                         | 60 min Scha/erbeek–Aalst  | 60 min Scha/erbeek–D’leeuw                                      |
| S 81  | Schaerbeek/Schaarbeek – Brüssel-Schuman – Brüssel-Luxemburg – Ottignies                                                                                 | 3 Züge/Tag                | –                                                               |
| P     | verschiedene Verstärkerfahrten | HVZ                       | –                                                               |

Die erste werktägliche Fahrt der IC-Linie 12 nach Kortrijk beginnt ebenfalls in diesem Bahnhof.

## Galerie

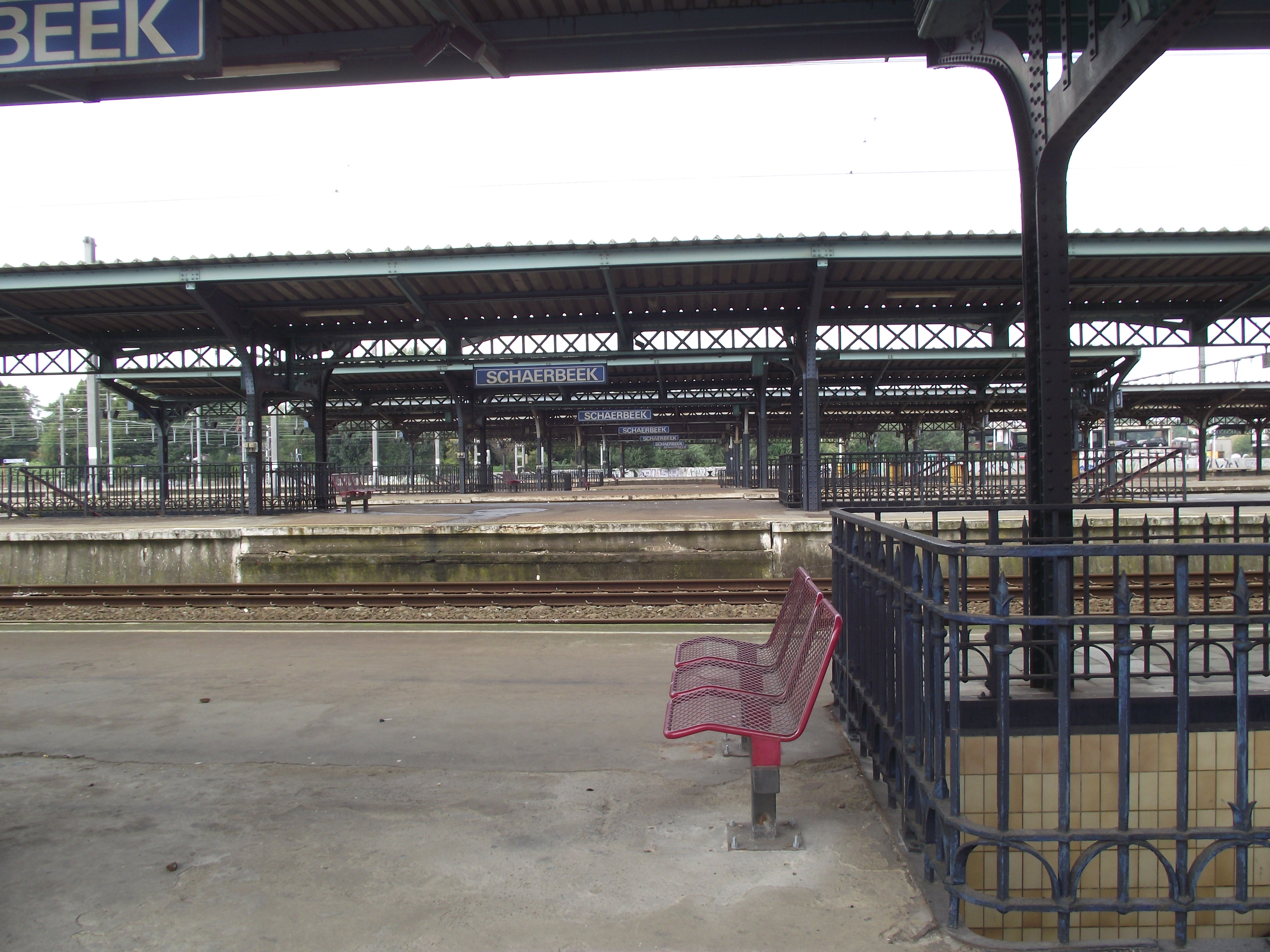
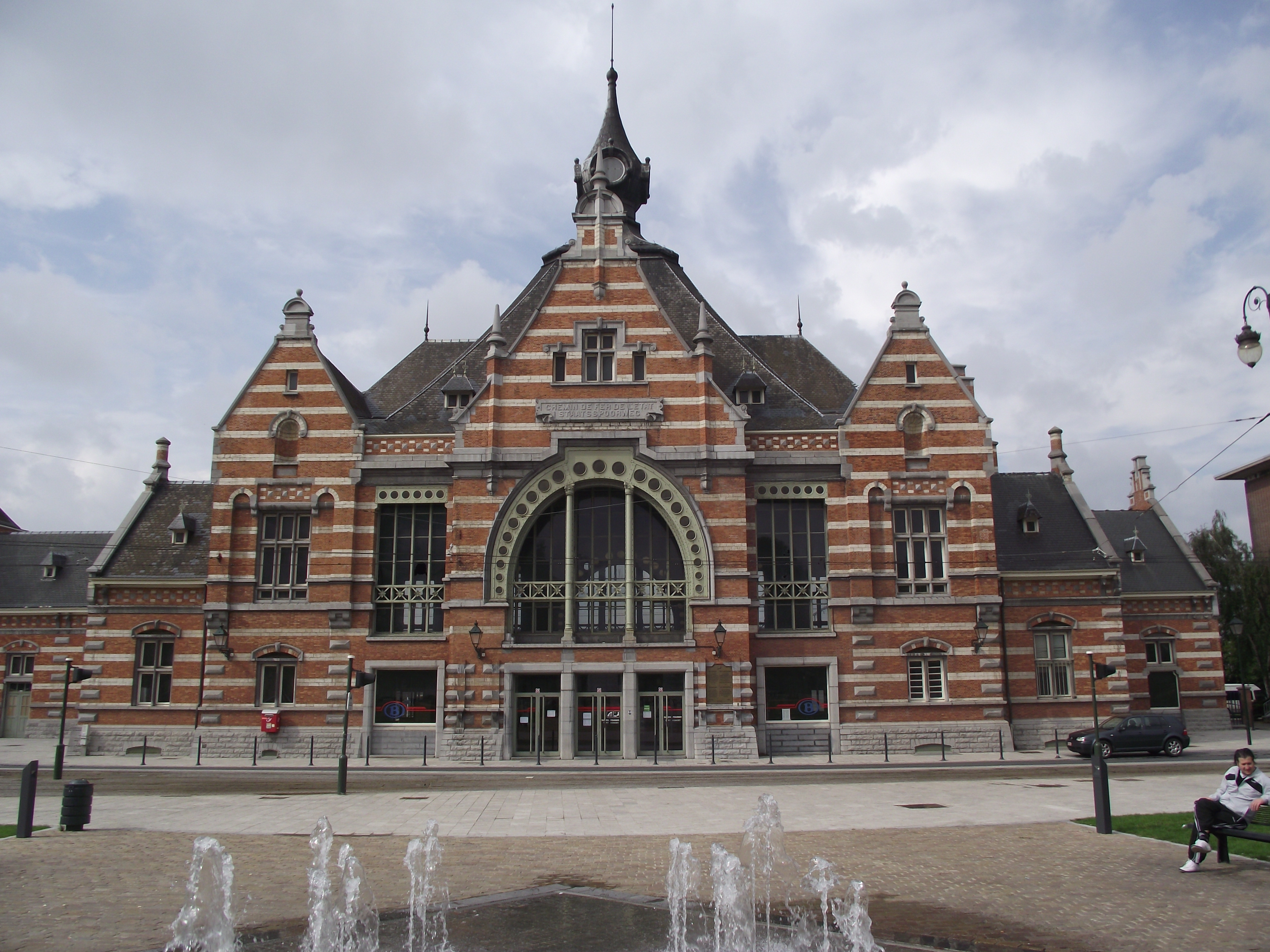
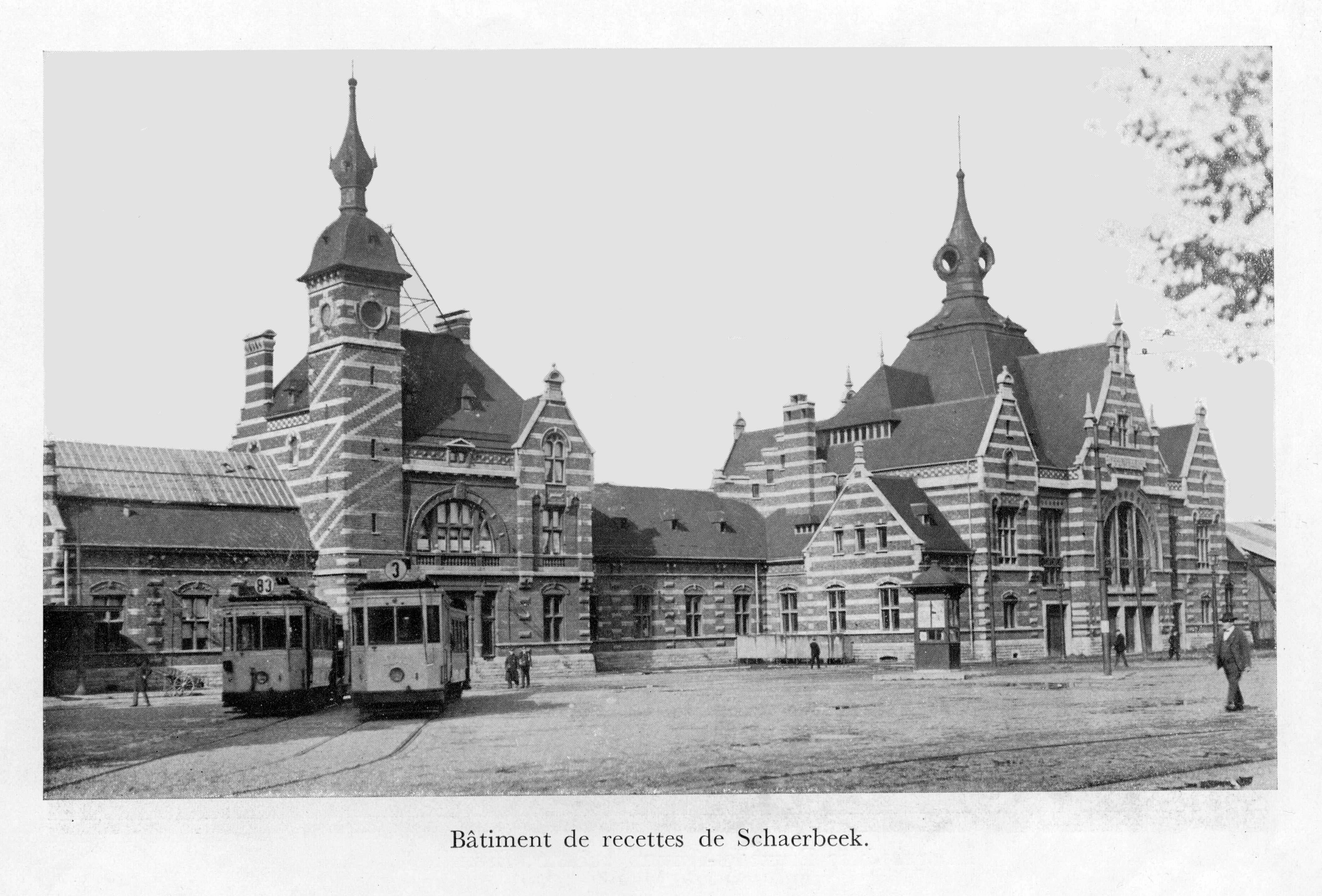
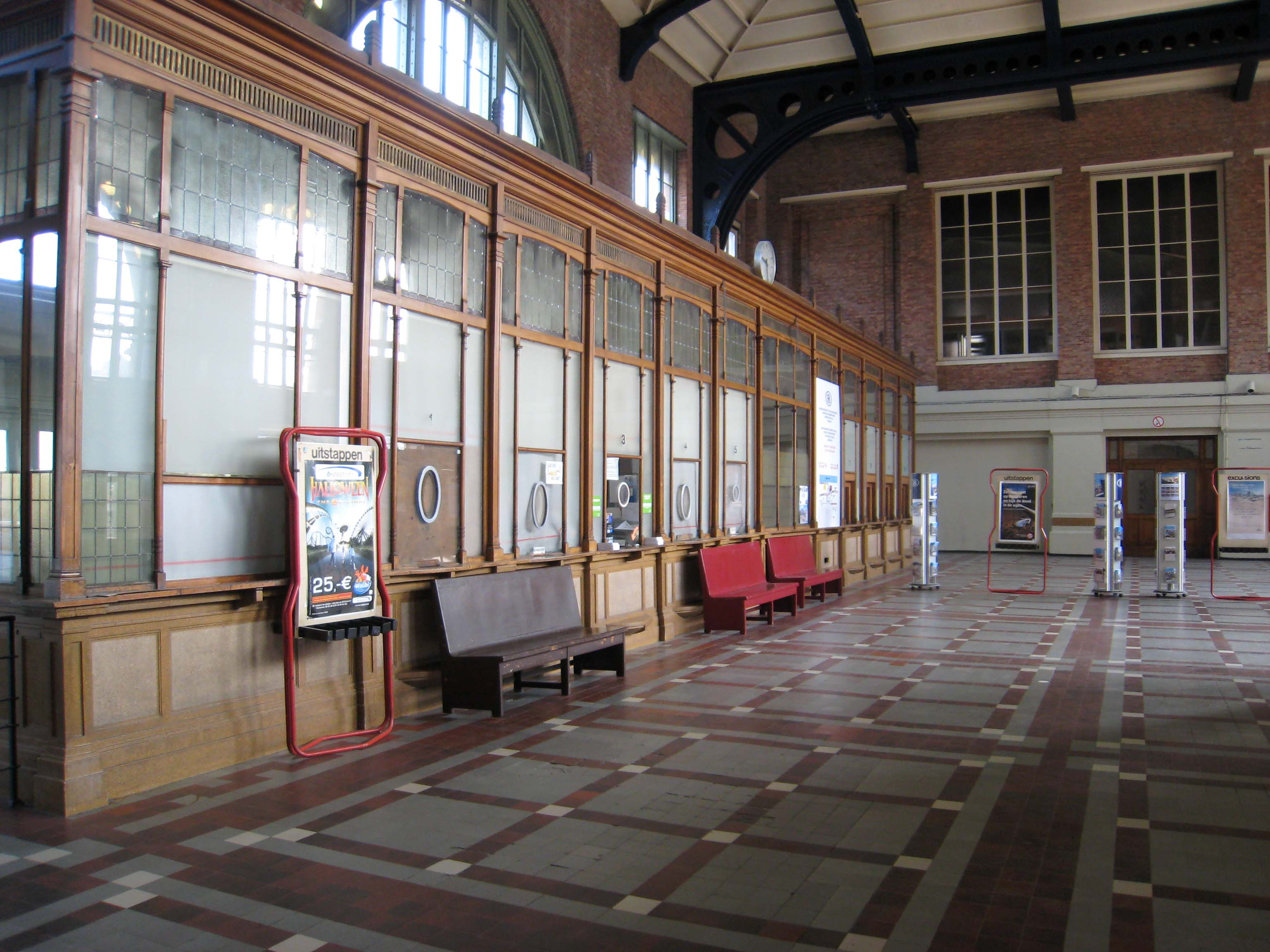